# ビト・クルス駅
ビト・クルス駅（ビト・クルスえき、英語 : Vito Cruz LRT Station）は、マニラの中心地区の一つであるマラテ地区にあるマニラ・ライトレール・トランジット・システム (Manila LRT) LRT-1線（グリーンライン）の駅で、タフト通り(Taft Avenue)とビト・クルス通り(Vito Cruz Avenue)の交差点付近にある。

## 駅構造
相対式ホーム2面2線を有する高架駅である。

## 駅周辺
- デ・ラ・サール大学
- リサール・メモリアル・スタジアム
- センチュリー・パーク・ホテル
- ハリソン・プラザ
- 中央銀行
- 中央銀行貨幣博物館
- メトロポリタン美術館